# Eric Hollies
William Eric Hollies est un joueur de cricket international anglais né le 5 juin 1912 à Old Hill dans le Staffordshire et décédé le 16 avril 1981 à Chinley dans le Derbyshire. Ce leg spinner effectue l'ensemble de sa carrière au sein du Warwickshire County Cricket Club. Il dispute treize test-matchs avec l'équipe d'Angleterre entre 1935 et 1950.
En 1948, il élimine Donald Bradman lors de la dernière manche internationale de ce dernier, l'empêchant de marquer les quatre runs qui lui auraient permis d'atteindre la moyenne à la batte de cent runs par manche.

## Équipes
|                         | First-class cricket   |
| ----------------------- | --------------------- |
| Warwickshire            | 1932 - 1957           |
| Marylebone Cricket Club | 1934-1935 - 1950-1951 |

## Récompenses individuelles
- Un des cinq Wisden Cricketers of the Year de l'année 1955

## Sélections
- 13 sélections en Test cricket (1935 - 1950)